# Violet Gibsonová
Violet Albina Gibsonová (31. srpna 1876, Dublin, Irsko – 2. května 1956, Northampton, Spojené království) byla žena anglo-irského původu, která 7. dubna 1926 spáchala neúspěšný atentát na italského fašistického vůdce Benita Mussoliniho.

## Život
Violet Gibsonová se narodila do anglo-irské bohaté právnické rodiny. Jejím otcem byl právník a politik Edward Gibson, který v roce 1885 získal titul Baron Ashbourne.
Gibsonová trpěla celý život zdravotními problémy, byla mentálně i zdravotně křehká. Zabývala se teosofií a křesťanskou vědou, v roce 1902 ve 26 letech konvertovala ke katolicismu.
Roku 1905 se po několika úmrtích v rodině odstěhovala do londýnské čtvrti Chelsea. Zasnoubila se s 32letým umělcem, který však následujícího roku zemřel.
V roce 1913 se přestěhovala do Paříže, kde pracovala pro pacifistickou organizaci. Onemocněla Pagetovou nemocí prsu, po mastektomii jí zůstala na hrudníku 23 cm dlouhá jizva. Vrátila se do Anglie. Zde podstoupila operaci kvůli zánětu slepého střeva, ta však byla špatně provedena a Gibsonová v jejím důsledku trpěla chronickou celoživotní bolestí břicha.
Po čtyřicítce se stále intenzivněji věnovala náboženství, zabývala se mučednictvím. V roce 1922 se nervově zhroutila. Byla prohlášena za šílenou a umístěna do ústavu pro choromyslné. O dva roky později z něj byla propuštěna a odjela do Říma, kde žila v klášteře.
V této době začala být přesvědčena, že Bůh si přeje, aby někoho obětovala. Tou osobou mohla být ona sama; v únoru 1925 se střelila do hrudníku – zranění však přežila. V březnu 1926 jí zemřela matka. O měsíc později obrátila svůj hněv proti fašistickému vůdci Benitu Mussolinimu.

### Atentát na Mussoliniho
Dne 7. dubna 1926 se vydala s revolverem na římské Piazza del Campidoglio. Mussolini zde procházel davem poté, co na Mezinárodním chirurgickém kongresu pronesl projev o zázracích moderní medicíny. V okamžiku, kdy na něj Gibsonová vystřelila, se však otočil a kulka ho jen škrábla na nose. Vystřelila podruhé, ale kulka se zasekla v komoře. Poté dav strhl Gibsonovou k zemi.
Mussolini se ještě téhož dne objevil na veřejnosti se zalepeným nosem, atentátem se však odmítal dál zabývat. Řada světových osobností mu vyjádřila podporu. Např. papež Pius XI. mu napsal, jak se mu nesmírně ulevilo, že ho Bůh ušetřil. Mussolini si nepřál, aby byla Gibsonová souzena v Itálii, aby to k případu nepřitáhlo ještě větší pozornost. Po krutém zacházení v italských věznicích byla deportována do ústavu pro choromyslné v anglickém Northamptonu, kde zůstala po zbylých 30 let svého života. Rodiče Gibsonové se za dceřin čin styděli, proti jejímu věznění neměli námitky.
Na Mussoliniho, jehož politice jsou připisovány asi tři miliony mrtvých, byly spáchány čtyři atentáty – jeden v roce 1925, další tři následujícího roku.